# Gonatocerus nonsulcatus
Gonatocerus nonsulcatus är en stekelart som beskrevs av Girault 1915. Gonatocerus nonsulcatus ingår i släktet Gonatocerus och familjen dvärgsteklar. Inga underarter finns listade i Catalogue of Life.